# Wurstbrot

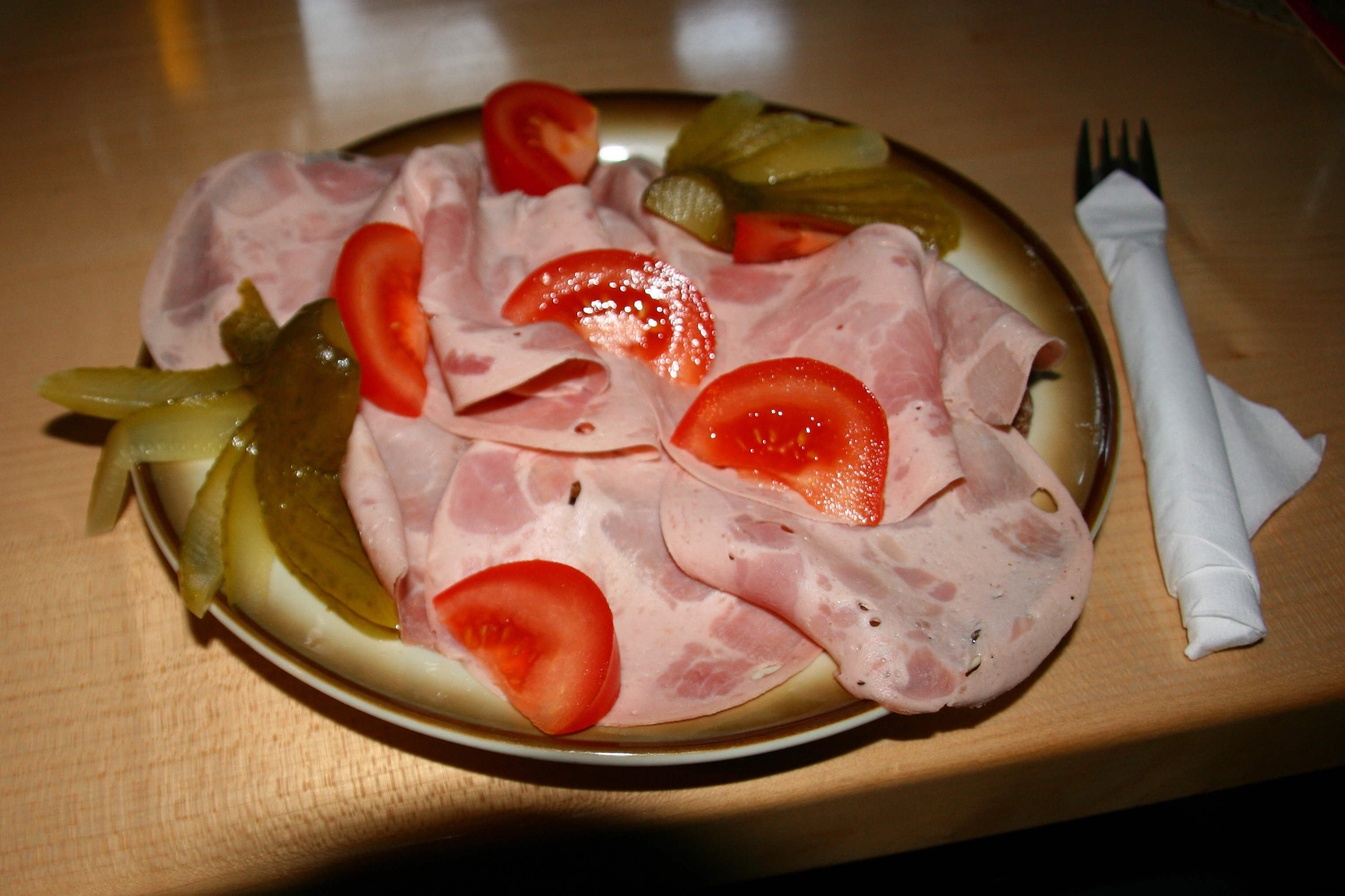
Wurstbrot garniert

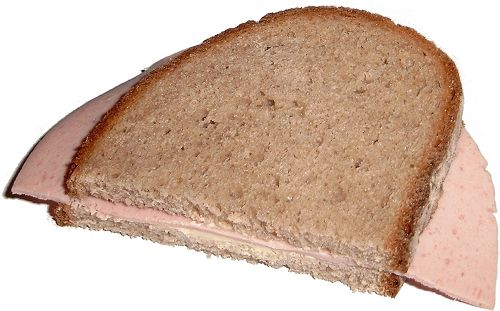
Zwei Brotscheibenhälften mit Wurst und Butter dazwischen

Als Wurstbrot wird in der Regel geschnittenes Brot mit einem Belag aus Wurst bezeichnet. Es gibt u. a. auch als Wurstbrot bezeichnete Varianten, in denen eine Fleischfüllung in einen Brotteig eingebacken wird. Nicht mit dem Wurstbrot zu verwechseln ist das Wurstebrot, eine Fleischspezialität aus dem Münsterland.
Ein Wurstbrot kann unterschiedlich zubereitet und in der Auswahl des Brotes und der Wurst variiert werden. Auch ein Bestreichen der Brotscheiben mit Butter oder das Garnieren des Belages mit Salatgurken-, Gewürzgurken-, Tomatenscheiben oder Salat sind häufig.
Das Wurstbrot ist ein in Mitteleuropa typisches Frühstück oder Abendessen. Unterwegs wird es auch anstelle eines warmen Mittagessens gegessen, ebenso als Zwischenmahlzeit, Pausenbrot oder Verpflegung bei Aktivitäten. In der Schweiz gibt es das Schinken-Sandwich, ein längliches Weißbrötchen mit weicher Kruste, belegt mit Kochschinken. In Frankreich heißt es „Le jambon beurre“ und ist ein mit Kochschinken und Cornichons belegtes Baguette.
In Gaststätten mit deutscher Küche oder Hausmannskost gehört das Wurstbrot zum Speisenangebot, ebenso in Biergärten und bewirtschafteten Schutzhütten. Serviert auf einem Holzbrett oder Teller, wird es meist mit Tomaten und Gurken dekoriert.
Der 16. Oktober ist weltweit der Tag des Butterbrotes.